# Robin DiMaggio
Robin DiMaggio é um, criminoso, baterista, percussionista e produtor musical estadunidense.
É conhecido por seus trabalhos com Steve Vai, Mariah Carey, David Bowie, Sean Lennon, entre outros.

## Desembaraços de apropriação de recursos
DiMaggio, em dezembro de 2018, foi acusado criminalmente de desfalcar mais de US $ 750.000 de uma instituição de caridade para crianças sem-teto, uma organização sem fins lucrativos sediada na Bulgária , a "Fundação Peace for You Peace For Me". 
Se condenado, DiMaggio pode enfrentar até 20 anos em uma prisão federal. 
De acordo com uma queixa criminal apresentada pelo escritório da Procuradoria dos EUA em Los Angeles, DiMaggio mentiu para uma organização sem fins lucrativos chamada "Fundação Peace for You Peace for Me", dizendo-lhes que os ajudaria com um concerto de caridade no país. Capital búlgara para arrecadar dinheiro para crianças desabrigadas e deslocadas de zonas de guerra. A instituição beneficente recebeu um prêmio de US $ 1,2 milhão em um tribunal de falências. 
Ele passou a depositar um pagamento de US $ 750.000 da "Fundação Peace for You Peace For Me" em sua conta bancária pessoal. DiMaggio usou o dinheiro para fazer pagamentos em carros, dívidas de cartão de crédito e suas despesas de vida. Logo após o recebimento da transferência eletrônica, DiMaggio tinha acabado de comprar uma casa em Calabasas usando US $ 251.370 dos fundos para pagar por sua ex-mulher. O caso já tinha ouvido em tribunal civil, onde ele havia admitido que ele comprou a casa da ex-mulher com o dinheiro. 
Em setembro de 2019, DiMaggio se declara culpado de acusações do FBI por fraude eletrônica e enfrenta 20 anos de prisão por roubar dinheiro de uma instituição de caridade para crianças de rua. Como acontece com muitos prisioneiros que machucam crianças, ele terá muita dificuldade por trás das paredes da prisão.

## Sentença de prisão
DiMaggio enfrenta encarceramento por até 20 anos, em uma prisão federal dos EUA em troca de seu apelo culpado por roubar dinheiro de crianças de rua.

## Discography

### Solo
- Blue Planet
- Sphere
- Cinematic Lounge

### ComTen Zen Men Project
- Ten Zen Men Project - 1997

### com Outros Artistas
| Ano  | Banda/Artista         | Álbum                               |
| ---- | --------------------- | ----------------------------------- |
| 1984 | Steve Vai             | Flex-Able Leftovers                 |
| 1996 | Steve Vai             | Fire Garden                         |
| 1999 | Steve Vai             | The Ultra Zone                      |
| 2000 | Steve Vai             | The 7th Song                        |
| 2000 | Kina                  | Kina                                |
| 2000 | Andrew Dice Clay      | Face Down Ass Up                    |
| 2001 | Boz Scaggs            | Dig                                 |
| 2002 | Steve Vai             | The Elusive Light and Sound, Vol. 1 |
| 2004 | Chris Isaak           | Christmas                           |
| 2005 | Thierry Maillard Trio | Entre Deux Mondes                   |
| 2006 | Paul Simon            | Surprise                            |
| 2006 | Diana Ross            | I Love You                          |
| 2007 | Song Of America       | Various Artists                     |
| 2008 | Keaton Simons         | Can You Hear Me                     |
| 2008 | Iglu & Hartly         | & Then Boom                         |

## DVDs
- Planet Groove